# École militaire de Cherchell
L'École militaire de Cherchell est une école militaire française créée à la  suite du débarquement allié du 8 novembre 1942 en Afrique du Nord. Elle a pour objectif en Algérie française, de 1942 à 1962, de former des officiers et des sous-officiers en fonction des besoins de la France.
Méconnue, l'école de Cherchell a pourtant permis la survie des écoles d'armes françaises pendant la deuxième partie de la Seconde Guerre mondiale. Elle est également directement à l'origine des deux écoles qui forment aujourd'hui la quasi-totalité des officiers de l'armée de terre française, l'École spéciale militaire de Saint-Cyr (ESM) et l'École militaire interarmes (EMIA), issues du transfert de  l'école de Cherchell à Coëtquidan en juin 1945.

## Historique

### Dénominations et missions successives
Après la libération de l'Afrique du Nord à la suite du débarquement allié du 8 novembre 1942, les Allemands occupent la zone libre et l'école militaire d'infanterie de Saint-Maixent (EMI) et l'école spéciale militaire de Saint-Cyr (ESM) sont dissoutes. 
La France est dorénavant en mesure de poursuivre le combat, aux côtés de ses alliés, avec de plus amples moyens. Elle doit donc former rapidement des centaines de chefs de section et de peloton nécessaires à l'ossature de ses unités de toutes armes. C'est le but qui est assigné à l'École de Cherchell pendant la Deuxième Guerre mondiale. L'école  est créée  par le gouvernement provisoire d'Alger par décision du 28 novembre 1942. D'abord nommée Centre d'instruction d'élèves officiers (CIEO), elle est chargée de former tous les officiers de l' Armée de terre, aussi bien ceux issus du recrutement direct (rôle de l'ESM de  Saint-Cyr avant-guerre) que ceux du recrutement interne (rôle de l'EMI de Saint-Maixent avant-guerre ). Elle prend les appellations suivantes :
1. École des élèves-aspirants (EEA) (1er avril 1943)
Le colonel Callies reçoit la mission de créer et d'organiser cette école, le premier stage est partagé entre la ville de Médiouna au Maroc, près de Casablanca. Il prend le commandement de l'école avec pour adjoints le commandant Jannot pour Cherchell et le chef de bataillon Germani pour Médiouna.
2. École militaire Interarmes (EMIA) (décision ministérielle du 13 décembre 1944)
L'École prend en décembre 1944 le nom d'École militaire Interarmes (EMIA) et notamment la relève de l'école spéciale militaire (ESM) de Saint-Cyr. C'est à ce titre qu'a lieu le transport à Coëtquidan en juin 1945. L'École de Coëtquidan prendra l'appellation d'ESMIA (École spéciale militaire interarmes) du 25 mai 1947 au 13 septembre 1961, date à laquelle, elle se subdivise en deux écoles distinctes : l'ESM (École spéciale militaire) qui reprend son rôle d'avant-guerre et la nouvelle EMIA (École Militaire Interarmes).
3. École militaire interarmes de sous-officiers (1er janvier 1946 - mai 1947)
Après la guerre, en 1946 l'École assume la formation des sous-officiers destinés à servir en Afrique du Nord.
4. École de cadres d'Afrique française du nord (mars 1946) : même mission de formation de sous-officiers.
5. Annexe de Cherchell de l'École de Sous-officiers de Saint-Maixent (1er janvier 1947)
Elle ajoute à la mission de formation des sous-officiers celle de l'instruction des élèves officiers de réserve (EOR) de l'infanterie pour les unités basées en Afrique du Nord. Les EOR des unités métropolitaines sont formés à Saint-Maixent. 
De 1949 à avril 1958, elle instruit une partie des EOR de la Métropole.
Le 27 mai 1950, le ministre de la Défense nationale, René Pleven, cite à l'ordre de l'armée l'École militaire de Cherchell :
« Du 8 novembre 1942 au 8 mai 1945 et après l'envahissement total de la Métropole, l'École Militaire de Cherchell a maintenu la tradition des Écoles d'officiers de France en inculquant aux élèves-aspirants la foi dans les destinées et la grandeur de la Patrie ; a formé pour les armées de la Libération des chefs dignes de leurs aînés, ardents et animés du désir de vaincre, qui s'illustrèrent sur les champs de bataille de Tunisie, d'Italie, de France et d'Allemagne. S'est acquis ainsi au prix de lourds sacrifices, une part glorieuse dans la victoire de nos Armes. »
Cette citation comporte l'attribution de la Croix de Guerre avec palme. Le 12 juillet 1950, le Général Callies remet la Croix de Guerre à l'école.
Le 29 janvier 1959, le général Allard, commandant la 10e région militaire et les forces terrestres en Algérie, lui confie la garde d'un drapeau, à la suite d'une décision du ministre des Armées en date du 11 juillet 1958.
 6. École militaire d'infanterie de Cherchell (EMIC)
Réorganisée sous cette appellation le 10 mai 1958 elle se consacre exclusivement à la formation des officiers de réserve d'infanterie que l'école (EEA) accueillait déjà partiellement depuis 1942, et depuis 1947 pour la totalité du contingent affecté en Afrique du Nord. Dans le même temps, l'école de Saint-Maixent formait d'abord la totalité des officiers de réserve affectés en Métropole (une partie sera également formée à l'EMI de Cherchell à partir de 1949).
Le 10 août 1959 le ministre des Armées charge l'école de former désormais la totalité des officiers de réserve d'infanterie.
En octobre 1962, consécutivement à l'indépendance de l'Algérie, l'École est transférée avec tous ses cadres à Montpellier. Elle fusionne en 1967 à Montpellier avec l'École d'application de l'infanterie et devient l'École de l'infanterie.
Par décret du 3 mai 1963, l'école se voit décerner la Légion d'honneur :
« Depuis 1942, a accueilli et instruit 25 000 officiers et aspirants de réserve. Durant les opérations de guerre et de Libération de 1943 à 1945, puis en Extrême-Orient et en Afrique du Nord, ses anciens élèves ont affirmé les meilleures qualités de chef et d'entraîneur d'hommes. S'ils ont glané les plus beaux titres de guerre, plus de 600 parmi eux ont inscrit leur nom au livre d'or de l'école. Citée à l'ordre de l'armée en 1950, l'École militaire d'infanterie a droit à la reconnaissance du pays. »

### Promotions et « Morts pour la France »

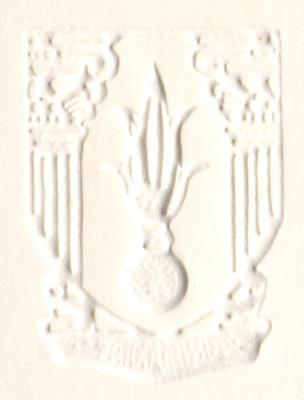
Logo de l'école. Gaufrage sur carton.

### Promotions et «Morts pour la France»[2]

#### École d'élèves aspirants (1942-1944) etécole militaire interarmes(1944-1945)
| Nom de la promotion | Période de formation de la promotion | Nombre d'élèves | Morts pour la France |
| ------------------- | ------------------------------------ | --------------- | --- |
| Weygand             | 15 décembre 1942 - 30 avril 1943     | 1 101 élèves    | Italie : Île d'Elbe (1943 - 1944) : 28 ; France : Allemagne (1944 - 1945) : 29 ; Indochine - Madagascar - Corée (1945 - 1954) : 7 ; Tunisie - Maroc - Algérie (1954 - 1962) : 2 |
| Tunisie             | 1er mai 1943 - 30 septembre 1943     | 826 élèves      | Italie - Ile d'Elbe : 23 ; France-Allemagne : 45 ; Indochine - Madagascar - Corée : 17 ; Algérie : 4                                                                            |
| Libération          | 1er octobre 1943 - 15 avril 1944     | 919 élèves      | Italie - Ile d'Elbe : 4 ; France-Allemagne : 50 ; Indochine - Madagascar - Corée : 26 ; Algérie : 4 ;                                                                           |
| Marche au Rhin      | 16 avril 1944 - 30 octobre 1944      | 782 élèves      | France - Allemagne : 28 ; Indochine - Madagascar - Corée : 22 ; Algérie : 3 |
| Rhin français       | novembre 1944 - mai 1945             | 1 477 élèves    | France - Allemagne : 8 ; Indochine - Madagascar - Corée : 147 ; Tunisie - Algérie: 13                                                                                           |

#### École d'élèves sous-officiers (1945-1957)
Environ 5 000 élèves.
- Morts pour la France : Indochine - Madagascar - Corée : 5 ; Algérie : 4

#### École d'élèves officiers de réserve d'infanterie (juin 1947 - mai 1958)
28 pelotons - 8000 E.O.R
- Morts pour la France en Indochine - Madagascar - Corée (1945 - 1954)
  - Peloton 1 : 2

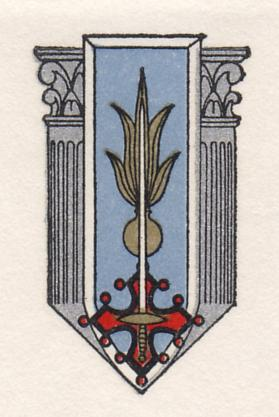
Logo de l'école en 1964, après son transfert à Montpellier.

- Morts pour la France en Tunisie - Maroc - Algérie[note 4] (1954 - 1958)
  - Peloton 2 : 1
  - Peloton 10 : 2
  - Peloton 11 : 2
  - Peloton 13 : 1
  - Peloton 14 : 2
  - Peloton 15 : 1
  - Peloton 16 : 2
  - Peloton 17 : 1
  - Peloton 18 : 5
  - Peloton 19 : 14
  - Peloton 601 : 6
  - Peloton 602 : 3
  - Peloton 603 : 6
  - Peloton 604 : 5
  - Peloton 702 : 11
  - Peloton 704 : 2
  - Peloton 705 : 19
  - Peloton 706 : 10
  - Peloton 801 : 7

#### École militaire d'infanterie (10 mai 1958)
L'EMIC forme les chefs de section qui obtiennent suivant leur classement, soit le grade d'aspirant soit de  sous-lieutenant
| Numéro d'ordre       | Période de formation de la promotion | Nom de la promotion                | Nombre d'élèves | Morts pour la France |
| -------------------- | ------------------------------------ | ---------------------------------- | --------------- | -------------------- |
| Peleton d'E.O.R 801  | 1958                                 |                                    |                 | 7                    |
| Peloton d'E.O.R. 803 | 1958                                 |                                    | 413             | 8                    |
| Peloton d'E.O.R. 804 | 1958                                 |                                    | 283             | 5                    |
| Peloton d'E.O.R. 806 | 1958                                 |                                    | 277             | 5                    |
| Peloton d'E.O.R. 901 | 1959                                 |                                    | 229             | 8                    |
| 902                  | 1959                                 | Colonel Marey                      | 340             | 4                    |
| 904                  | 1959                                 | Georges Clémenceau                 | 416             | 3                    |
| 001                  | 1960                                 | Colonel Jeanpierre                 | 316             | 7                    |
| 002                  | 1960                                 | Reggan                             | 289             | 4                    |
| 003                  | 1960                                 | Vercors                            | 312             | 2                    |
| 004                  | 1960                                 | Monna Casale                       | 410             | 7                    |
| 005                  | 1960                                 | Koufra                             | 362             | 3                    |
| 006                  | 1960                                 | Aspirant Mekerta                   | 326             | 3                    |
| 101                  | 1961                                 | Sous-Lieutenant François d'Orléans | 274             |                      |
| 102                  | 1961                                 | Capitaine Claude Barrès            | 863             | 5                    |
| 103                  | 1961                                 | Maréchal Lyautey                   | 348             | 2                    |
| 104                  | 1961                                 | Débarquement de Provence           | 319             | 3                    |
| 105                  | 1961                                 | Mémorial de Cherchell              | 413             | 3                    |
| 106                  | 1961                                 | Croix de la Valeur militaire       | 318             |                      |
| 201                  | 1962                                 | Vosges-Alsace                      | 294             | 1                    |
| 202                  | 1962                                 | Capitaine Gérard de Cathelineau    | 587             |                      |
| 203                  | 1962                                 | Élève Officier André Esprit        | 509             | 1 en Algérie         |
| 204                  | 1962                                 | Espoir & Traditions                | 519             |                      |
| 205                  | 1962                                 | Derniers de Cherchell              | 342             |                      |

- - Stage X IMO 1960-1961 : 44 élèves
  - Stage X IMO 1961-1962 : 35 élèves.

## Devise
Elle est apparue tardivement en 1961, un an avant le déménagement de l'école à Montpellier.
« DVCIS ET TV SVSCIPE CVRAM » (Assume, toi aussi, la charge du commandement).

## Commandants de l'École
- Colonel Callies, 1942 à 1943
- Lieutenant-colonel Guillebaud, 1943 à 1944
- Lieutenant-colonel Huguet, 1944 à 1945
- Lieutenant-colonel Rio, 1946 à 1949
- Lieutenant-colonel Montagnon, 1950 à 1951
- Colonel Lancrenon, 1952 à 1955
- Colonel Nicol, 1956 à 1957
- Colonel Marey, 1957 à 1958, tué au combat lors de l'embuscade du 28 mars 1959 à El Milia en Algérie
- Général Bernachot[1], 1959 à 1962

## Personnalités liées à l'établissement

### Instructeurs
- Général de corps d’armée Jean Salvan[5], ancien président des Gueules Cassées[6], blessé en Algérie[7].
- Colonel François Raoul, instructeur de la 7e section, 10e compagnie, promotion Capitaine Claude Barrès ainsi que de trois autres promotions : le livre " Ceux de Cherchell" lui est dédié.
- Adjudant-chef Khalfa, né en Algérie, instructeur en armement[8]. Spécialiste des  armes utilisées pendant la Guerre d'Algérie, il a formé toutes les promotions de Cherchell, pendant le conflit[9].

Chaque élève officier doit connaître le fonctionnement, savoir démonter et savoir remonter (y compris les yeux bandés), chaque arme à feu  en dotation dans l'armée. Cette formation comprend des tirs avec toutes les armes dont canon sans recul, mitrailleuses, lance-roquettes, mortiers. Elle comporte la connaissance et l'utilisation de toute munition, de mines terrestres et d'explosifs alors en dotation à l'Organisation du traité de l'Atlantique nord. Cette formation, vise deux objectifs, utiliser efficacement, et optimiser la puissance de feu  en dotation dans une section d'infanterie et former à son tour les soldats sous le commandement de l'officier.

### Élèves
- Jean Murat (1922-2021), général de division, aspirant au 4e RTT en Italie et lors de la campagne de France en 1944. Titulaire de 14 citations, grand-croix de la légion d'honneur en 2009 et de l'ordre national du Mérite. Élève de l’École de Cherchell en 1942-1943[11].
- Jean Lartéguy[12],[13].
- Jean-Pierre Chevènement ancien ministre et député.
- Gérard Debreu (1921-2004), promotion « Rhin français », 1944-1945. Élève de l’École Normale Supérieure, l’École de Cherchell en 1944. Agrégé de mathématiques et de sciences économiques, CNRS, carrière aux États-Unis adopte la nationalité américaine. Prix Nobel d’économie en 1983 au titre des nouvelles méthodes analytiques dans la théorie économique et de la reformulation de la théorie générale de l’équilibre.
- Michel Jobert (1921-2002), homme politique français, ministre des Affaires Étrangères, Secrétaire général de la présidence de la République française.
- Roland Lefranc (1931-2000), artiste peintre normand.
- Sous-lieutenant François d'Orléans (1935-1960), mort au combat le 11 octobre 1960 à Iferhounène en Kabylie. La promotion 101 porte son nom.
- Sous-lieutenant Jean-Pierre Brûlard [14], mort au combat près de Collo le 31 mai 1961. Le groupement des officiers de Cherchell pour l'Auvergne porte son nom.
- Élève-officier André Esprit[14] mort au combat le 8 mars 1962 à Marabcha, près de Cherchell. La promotion 203 porte son nom.
- Capitaine Paul-Alain Léger (1920-1999) sort de l'école de Cherchell comme aspirant en mai 1943, l'un des acteurs de la « bataille d'Alger » : patron des "bleus de chauffe", concepteur et organisateur de la "bleuite" et l'un des acteurs de l'affaire Si Salah. Son nom a été donné à la 215e promotion de Corniche du Kheuneu.
- Capitaine Gérard de Cathelineau (23 janvier 1921-12 juillet 1957), mort pour la France à Tamaghoucht. Son nom a été donné aux promotions des officiers de réserve de l'École militaire de Cherchell en 1962, à la Corniche du Prytanée militaire ; et en 1978 à la promotion issue de l'École spéciale militaire de Saint-Cyr.
- Général André Laurier (1921-1978),  Grand officier de la Légion d'honneur. Son nom est porté par la 18e promotion de l'École militaire interarmes, descendante de l'Ecole militaire d'infanterie de Cherchell.
- Vladimir Volkoff (1932-2005), écrivain et officier de réserve.
- Paul Favre-Miville, promotion 902, moine de l'abbaye de Tibhirine où il a été assassiné. Proclamé bienheureux le 8 décembre 2018.
- Capitaine Antoine Biancamaria. Admis en novembre 1944 à l'école militaire interarmes de Cherchell, il en sort aspirant en  juin 1945 et rejoint la 1re armée française en Allemagne. Tué en opérations à la tête de sa compagnie le 11 février 1959.

## Portraits et photos

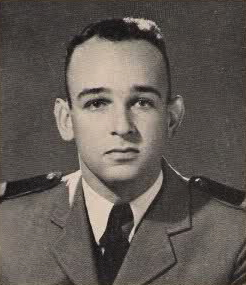
Capitaine Claude Barrès.
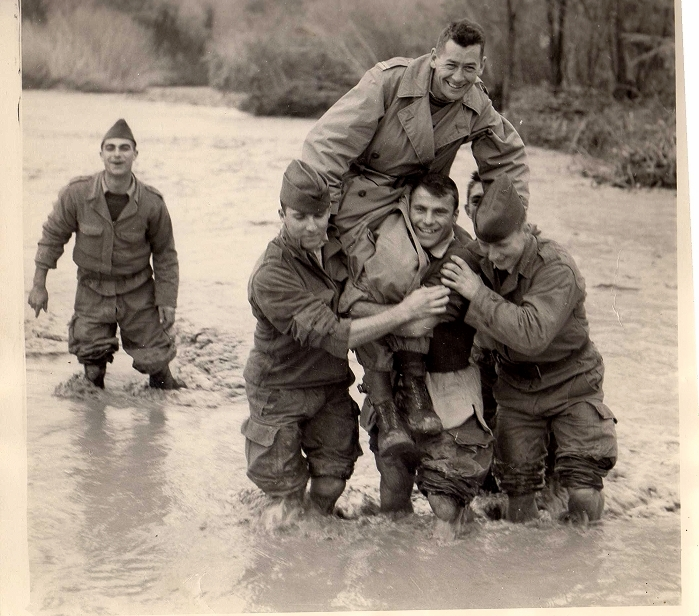
À gauche Jean Pierre Brûlard MPLF[pas clair], Alain Copel, Roger Stella, Jean Pierre Morvan, portant le lieutenant François Raoul sur leurs épaules dans l'oued Bellah en crue.
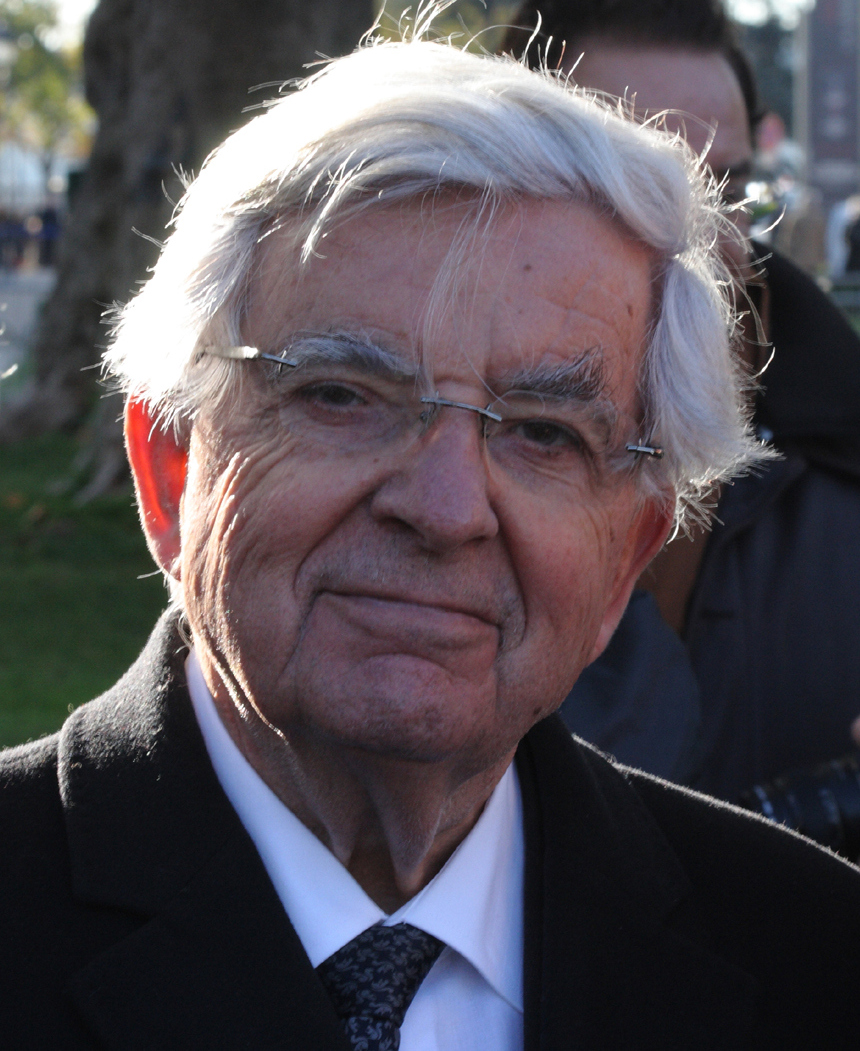
Jean-Pierre Chevènement.
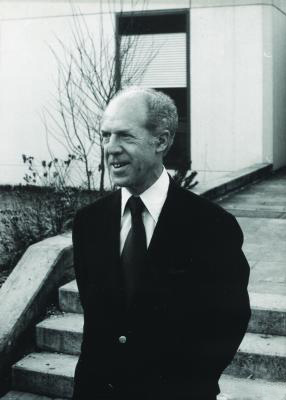
Gérard Debreu.
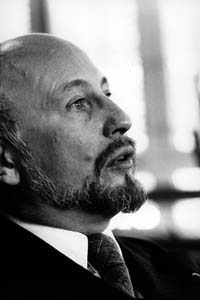
Vladimir Volkoff.